# Jordi Pedret
Jordi Pedret i Grenzner (Barcelona, 29 de octubre de 1950) es un abogado y político de Cataluña, España, elegido en siete ocasiones diputado al Congreso.
Licenciado en Derecho, ejerce como abogado y es profesor titular de la Escola Universitària de Treball Social de Barcelona. Ingresó en Convergència Socialista de Catalunya (1974), después en el Partit Socialista de Catalunya-Congrés, para finalizar en el actual Partido de los Socialistas de Cataluña (PSC) en 1978. Es presidente del Consejo de la Federación del PSC de Barcelona y miembro del Consell Nacional del PSC. Ha ocupado distintos puestos de responsabilidad relacionados con Organizaciones No Gubernamentales, como vicepresidente de la ONG Acsur-Las Segovias, miembro ejecutivo del Instituto Ramón Rubial y vicepresidente de la Fundación Art-Sud. Es también miembro de la Asociación Catalana de Juristas Demócratas.
Ha sido elegido diputado al Congreso en siete ocasiones, siempre por la circunscripción electoral de Barcelona: en 1986, 1993, 1996, 2000, 2004, 2008 y 2011.